# Periclimenes batei
Periclimenes batei is een garnalensoort uit de familie van de Palaemonidae. De wetenschappelijke naam van de soort is voor het eerst geldig gepubliceerd in 1917 door Borradaile.